# Submariene vulkaan

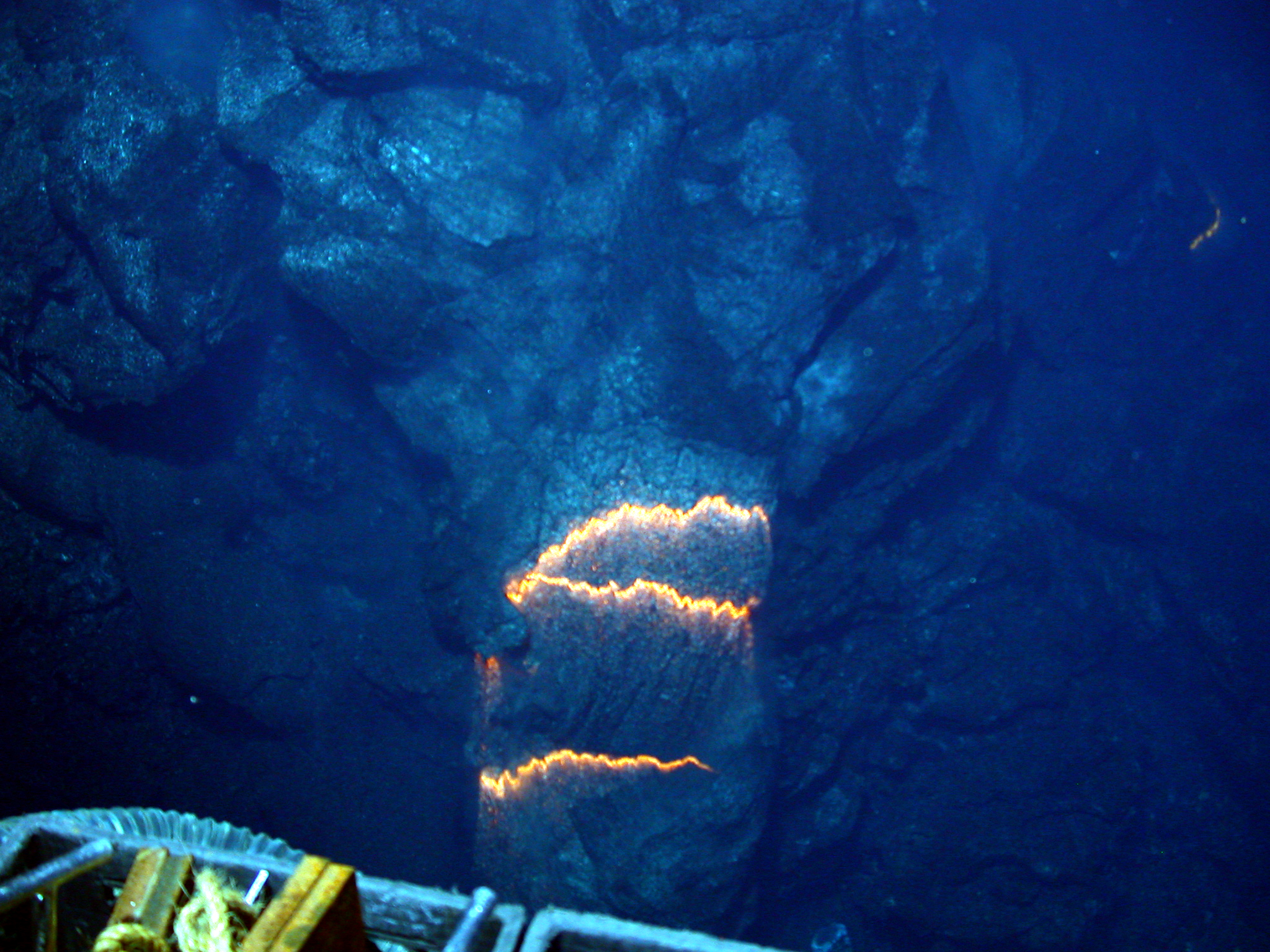
Banden van gloeiend magma op de helling van de onderzeese vulkaan West Mata bij Samoa

Een onderzeese of submariene vulkaan is een vulkaan die zich onder het wateroppervlak van een oceaan bevindt. Submariene vulkanen worden verantwoordelijk gehouden voor ongeveer 75% van de jaarlijkse totale magma-uitstoot. Verreweg de meeste magma die wordt uitgestoten door deze vulkanen vormt kussenlava met de samenstelling van basalt. Het tegenovergestelde van een submariene vulkaan is een subaeriale vulkaan: een vulkaan die direct in contact is met de atmosfeer. Een uitbarsting van de onderzeese variant is niet gevaarlijk; schepen die eroverheen varen lopen geen gevaar, tenzij de vulkaan juist op het moment van passeren de waterspiegel nadert. De kans daarop is echter uiterst klein.

## Voorkomen
Een submariene vulkaan kan ontstaan door vulkanisme boven een hotspot of bij een mid-oceanische rug. De meeste van deze vulkanen zijn dan ook gelokaliseerd op of nabij plaatranden en tektonisch actieve regio's. De voet van submariene vulkanen bevindt zich op de oceaanbodem, op minimaal 1000 meter diepte. Bij aanhoudende groei kan een submariene vulkaan uitgroeien tot een vulkanisch eiland.
Een voorbeeld van een mid-oceanische rug is de Mid-Atlantische Rug. Het vulkanisme op mid-oceanische ruggen uit zich in de vorm van zogenaamde black smokers.
Een uitgedoofde submariene vulkaan kan een alleenstaande verhoging op de oceaanbodem vormen. Dergelijke verhogingen worden seamounts of guyots (als ze een platte top hebben) genoemd. Als de top zich dicht bij het wateroppervlak bevindt, kunnen zich daarop koralen vestigen en zo een koraalrif of een atol vormen.

## Voorbeelden
Voorbeelden van submariene vulkanen:
- Curacoa
- Ferdinandea
- Kavachi
- Yersey